# Iaroșivka, Fastiv
Iaroșivka (în ucraineană Ярошівка) este un sat în comuna Tomașivka din raionul Fastiv, regiunea Kiev, Ucraina.

## Demografie
Componența lingvistică a localității Iaroșivka
     Ucraineană (97,71%)
     Belarusă (1,15%)
     Alte limbi (0,76%)
Conform recensământului din 2001, majoritatea populației localității Iaroșivka era vorbitoare de ucraineană (97,71%), existând în minoritate și vorbitori de belarusă (1,15%).